# アンヨはじょうず
『アンヨはじょうず』は、岐阜放送で放送されていたテレビ番組である。略称は「アンヨ」。

## 概要
地域ネットワーク形成の支援などを目的とした、旧文部省による「家庭教育子育て支援推進事業」に基づいた番組であり、岐阜県教育委員会の提供で放送されていた。
子育てや教育を主軸に、男女共同参画をテーマにした地域密着型の内容構成が中心であった。通年放送であったが制作本数は多くなく、再放送もよく行われていた。
本番組にはテーマソングがあり、時期によって男性独唱だったり混声合唱だったりといろいろである。オープニングは1980年代には実写映像であったが、末期にはアニメーション映像になっていた。